# Square Nollet
Le square Nollet est une voie du 17e arrondissement de Paris, en France.

## Situation et accès
Le square Nollet est une voie située dans le 17e arrondissement de Paris. Il débute au 103-103 bis, rue Nollet et se termine en impasse.

## Origine du nom

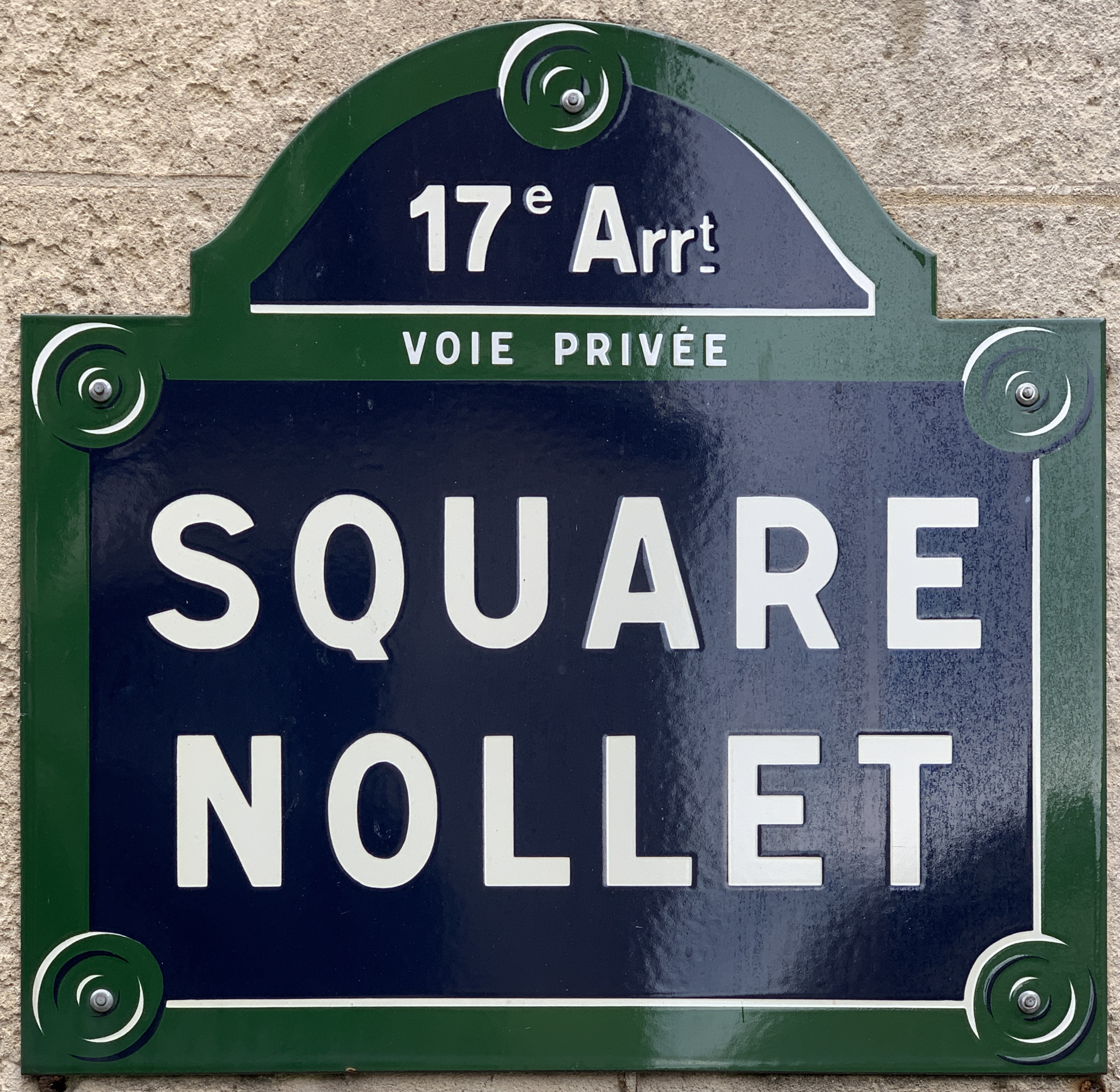
Plaque du square.

Elle porte le nom de l'abbé et physicien Jean Antoine Nollet (1700-1770), en raison de sa proximité avec la rue éponyme.

## Historique
Cette voie est ouverte à la circulation publique par un arrêté du 23 juin 1959.